# Дорожный знак

Пример различных категорий знаков европейского стандарта

Дорожный знак — техническое средство безопасности дорожного движения, стандартизированный графический рисунок, устанавливаемый у дороги для сообщения определённой информации участникам дорожного движения.
Хотя общие принципы дорожных знаков и обозначений совпадают во многих странах, сами знаки могут достаточно сильно различаться от страны к стране. Фактически большинство систем дорожных знаков мира можно свести к двум системам, европейской и англосаксонской, с некоторыми местными дополнениями и отличиями.
Дорожные знаки также существуют в электронном виде.

## История
Самым древним дорожным знаком, имеющим отношение к дорожному движению, является камень, установленный во времена Древнего Рима на обочине у крутого поворота дороги возле города Ливорно (на территории провинции Ливорно на западном побережье Италии) - на котором была высечена надпись "Это место является опасным".
Увеличение количества автомобильного транспорта в 1920е годы усилило необходимость в регулировании дорожного движения и создании системы дорожных знаков.
В 1931 году в Женеве на конференции по дорожному движению была принята единая европейская система из 26 дорожных знаков, классифицированных по трём группам (указательные, предупреждающие и предписывающие). 
После окончания второй мировой войны в 1945 году обсуждение вопроса о стандартизации правил дорожного движения и дорожных знаков походило при участии ООН. В 1968 году была разработана Венская конвенция о дорожных знаках и сигналах, принятая во многих странах мира (в том числе, в СССР).
В целях достижения максимального единообразия изображения и значения дорожных знаков, применяемых в различных странах мира, решением Исполнительного комитета Европейской экономической комиссии ООН от 11 июля 2013 года создана Группа экспертов по дорожным знакам и сигналам.

## Дорожные знаки в России и Европе
С 1 января 2006 года в России вступили в силу новые стандарты на дорожные знаки, светофоры и разметку. На дорогах, в связи с этим, появились 24 новых и 18 изменённых знаков. Все они соответствуют конвенции ООН о дорожных знаках и сигналах, а также последним европейским стандартам.

## Великобритания
Великобритания не присоединялась к Венской Конвенции, однако её знаки достаточно близки по своему внешнему виду к «венским». В Уэльсе сопроводительные надписи на знаках выполнены, помимо английского, также на валлийском языке.

## MUTCD и близкие системы
В большей части штатов США действует «Руководство по единым средствам контроля дорожного движения» (en:Manual on Uniform Traffic Control Devices), иногда с местными дополнениями. Хотя данное руководство не является обязательным даже в части штатов США, оно послужило неформальным стандартом также для ряда англоязычных стран.
В Канаде, Ирландии, Австралии, Новой Зеландии и Малайзии и ряде бывших британских колоний нет общепринятого стандарта, но действуют общие принципы дорожных знаков, близкие к MUTCD, делающие их узнаваемыми от страны к стране. В частности, предупреждающие знаки — обычно жёлтые ромбовидной формы с чёрными изображениями. Запрещающие знаки обычно похожи на европейские, однако имеют меньший размер по сравнению с сопровождающим их пояснительным текстом.
Система дорожных знаков США — наиболее консервативна из всех перечисленных выше стран. На американских знаках довольно часто используются текстовые сообщения вместо условных символов, что затрудняет узнавание этих знаков не только иностранцами, но и водителями, едущими на высокой скорости.
В Южной Америке действуют национальные системы дорожных знаков, представляющие собой комбинацию европейских и MUTCD.

## Япония
Система знаков является гибридной: запрещающие близки к «венским», предупреждающие — к англосаксонским.

## Мексика, Южная и Центральная Америка
По стилю напоминают англосаксонскую систему, однако со значительными отклонениями и вариациями. Бразилия подписала Венскую конвенцию, однако бразильские предупреждающие знаки выглядят как англосаксонские.

## Китай и Юго-Восточная Азия (кроме Филиппин)
Используются собственные системы дорожных знаков.